# Lasse Gjertsen

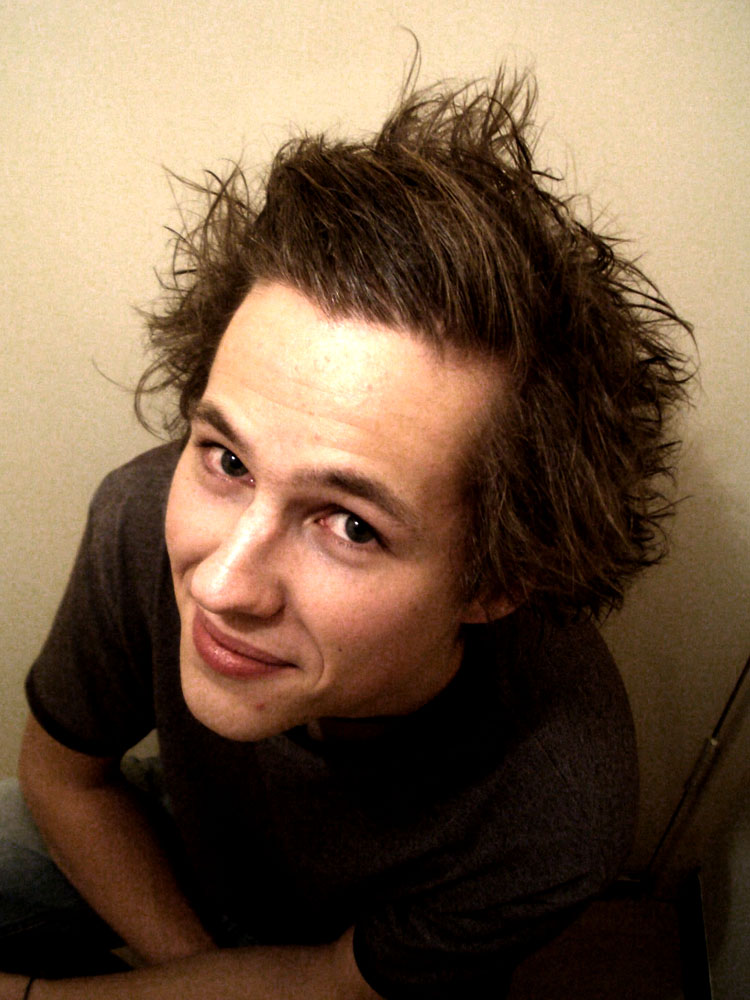
Lasse Gjertsen 2005.

Lasse Gjertsen (även känd som Lassegg), född den 19 juli 1984 i Larvik, Norge, är en norsk animatör, filmskapare och musiker. 
Han har gjort flera kortfilmer som har blivit kända genom Youtube, däribland Hyperactive och Amateur. Dessa filmer består av små korta klipp som kombinerats och satts ihop till en typ av stop motion film.
Gjertsen har studerat animation vid skolor i både Norge och England. 